# Žiga Pavlin
Žiga Pavlin, född 30 april 1985 i Kranj, Jugoslavien, är en slovensk professionell ishockeyspelare som spelar för AIK i Hockeyallsvenskan.
Pavlin inledde sin karriär i HK Kranjska Gora, med vilka han gjorde debut i den slovenska ligan säsongen 2000/2001. Efter att ha tillbringat efterföljande säsong med ligakonkurrenten HK Bled, spelade Pavlin sedan tre och ett halvt år för HK Triglav. Under säsongen 2005/2006 anslöt Pavlin till HK Slavija Ljubljana, med vilka han kom tvåa 2006 och 2007. Från 2007 till 2009 spelade han för grannklubben HDD Olimpija Ljubljana parallellt i den slovenska ligan, och den österrikiska hockeyligan.
Inför säsongen 2009/2010 skrev Pavlin på för den italienska Serie A-klubben Ritten Sport, med vilka han vann Coppa Italia 2010. Efter endast en säsong i Italien återvände Pavlin den 6 november 2011 till sin gamla klubb HDD Olimpija Ljubljana. I maj 2011, Pavlin fått ett kontrakt för IF Troja Ljungby-från Hockeyallsvenskan. Sejouren tillbaka i Olimpija blev dock bara ettårig och den 29 maj 2011 signerade Pavlin ett ettårskontrakt med IF Troja-Ljungby i Hockeyallsvenskan. Troja förlängde kontraktet med Pavlin, men under säsongen värvades han av Rögle BK i SHL.
Den 3 juni 2013 återvände Pavlin till Troja-Ljungby och skrev ett tvåårskontrakt, med option för båda parter att bryta.

## Priser och utmärkelser
- 2006 Silver i det slovenska mästerskapet med HK Slavija Ljubljana
- 2007 Silver i det slovenska mästerskapet med HK Slavija Ljubljana
- 2007 Vinnare av poängligan för backar (22p)
- 2010 Coppa Italia-mästare med Ritten Sport

### Internationellt
- 2010 Uppflyttning till den högsta divisionen i VM Division I
- 2012 Uppflyttning till den högsta divisionen i VM Division I, grupp A
- 2014 Uppflyttning till den högsta divisionen i VM Division I, grupp A